# Virgílio Teixeira
Virgílio Gomes Delgado Teixeira (Santa Maria Maior, Funchal, 26 de outubro de 1917 — Funchal, 5 de dezembro de 2010), conhecido como Virgílio Teixeira, foi um ator português que atuou durante as décadas de 40, 50 e 60 do século XX, sendo um dos mais reconhecidos galãs do cinema português. Participou em 92 produções, 150 programas de televisão e duas peças de teatro em Portugal, Espanha e nos Estados Unidos.

## Biografia
Nasceu a 26 de outubro de 1917, no n.º 9 da Rua Latino Coelho, freguesia de Santa Maria Maior, no Funchal. Era filho de Gastão Gomes Teixeira, comerciante, então de 24 anos, natural da freguesia da Sé, no Funchal, e de Celestina Clarisse Delgado Teixeira, então de 24 anos, natural de Georgetown.
A 7 de abril de 1938, pouco antes de completar 21 anos (idade legal da maioridade), foi emancipado a seu pedido, para poder casar-se. A 12 de maio de 1938, casou civilmente no Funchal com Violet Margaret Mary Chadwick, então de 21 anos, doméstica, natural de Londres, filha biológica de John Patrick Conway, condutor de carros, e de Emily Conway, doméstica, ambos naturais de Londres, e filha adotiva de Frank e Anabel Chadwick. Por sentença de 7 de dezembro de 1942, do Tribunal Judicial da Comarca de Lisboa, os dois divorciaram-se litigiosamente.
Antes da carreira artística, começou por ser empregado do comércio. Iniciou a sua carreira cinematográfica em 1943 ao integrar o elenco principal dos filmes “Ave de Arribação”, de Armando de Miranda, em Portugal, e pouco depois, “Cero en Conducta”, de Vittorio De Sica, em Espanha. Durante essa década, participou em diversos filmes portugueses e espanhóis, tornando-se rapidamente protagonista e galã ao contracenar com Adelina Campos em "José do Telhado" (1945), Amália Rodrigues em “O Fado - História de uma Cantadeira” (1947), Eunice Muñoz em "Ribatejo" (1949), Miriam Di San Servolo em "Flor de Lago" (1950), Amparo Rivelles em "La Leona de Castilla" (1951), Juanita Reina em "Lola La Piconera" (1952), Helga Liné em "Nazaré" (1952) e Lola Flores em "La Hermana Alegría" (1955).
A 28 de dezembro de 1948, casou civilmente em Santarém com Birte Matthiessen. Por sentença de 1 de outubro de 1957 do Juízo de Direito da Comarca de Santarém, os dois divorciaram-se litigiosamente.
Fluente em inglês, enquanto filmava em Espanha teve o seu primeiro contacto com o cinema americano, sendo-lhe proposto que se mudasse para Hollywood em 1956, onde participou no filme "Alexandre, o Grande" (1956), de Robert Rossen, seguindo-se "Salomão e Sheba" (1959), de King Vidor, "El Cid" (1961), com Charlton Heston, "Dr. Jivago" (1965), de David Lean, e, "O Regresso dos Sete Magníficos" (1966), com Yul Brynner, onde teve um pequeno papel, mas com mais destaque que as experiências anteriores, entre muitos outros. Apesar de ter participado em grandes produções americanas, muitas filmadas em território espanhol, Virgílio Teixeira apenas continuou a desempenhar o papel de ator principal em filmes de menor orçamento, alguns do género de terror ou mistério, como "Face of Terror" (1962) e "Ella y el miedo" (1964). Durante o mesmo período, continuou a representar em filmes portugueses e espanhóis, destacando-se a sua performance nos filmes "Habanera" (1961), "Rosa de Lima" (1962) e "Passagem de Nível" (1965), com Madalena Iglésias.
Em 1963 pisou os palcos do teatro pela primeira e última vez ao participar nas peças "O Bem-Amado" no Teatro Avenida, em Lisboa, com Irene Cruz, Isabel de Castro e João Lourenço, e "Merry-Merry", com Eunice Muñoz e Igrejas Caeiro.
Semi-retirado da indústria cinematográfica, em maio de 1967 casou com Vanda Pontes de Gouveia, professora e 25 anos mais nova, em regime de separação absoluta de bens, e um ano depois fixou-se novamente no Funchal, sua terra natal, apenas voltando a representar esporadicamente em algumas telenovelas e séries de televisão. Nas décadas seguintes foi nomeado agente geral da Companhia Aérea Ibéria, desempenhou o cargo de delegado das Páginas Amarelas e da Rádiotelevisão Comercial (RTC), tornou-se coordenador do Centro de Emigrante do Governo Regional da Madeira, e foi eleito vereador pelo PSD para o pelouro da cultura na câmara do Funchal, no mandato de 1980-1983. A 3 de agosto de 1983, foi agraciado com o grau de Oficial da Ordem do Infante D. Henrique.
Faleceu a 5 de dezembro de 2010, com 93 anos de idade. Foi casado três vezes, deixando descendência.

## Filmografia
- Ave de Arrebitação (1943), como Pescador
- O Costa do Castelo (1943), não creditado
- Um Homem às Direitas (1945), como José
- A Noiva do Brasil (1945), como Manuel de Medeiros
- José do Telhado (1945), como José do Telhado
- Cero en Conducta (1945), como Siqueira
- Cais do Sodré (1946), como Toino Ventura
- Ladrão, Precisa-se! (1946), como José
- La Mantilla de Beatriz (1946), como Don Luis de Menezes
- Reina Santa (1947), como Alfonso Sánchez
- Três Espelhos (1947), como Miguel d'Aguiar
- Fado, História d'uma Cantadeira (1947), como Júlio
- Extraño Amanecer (1948)
- Mañana Como Hoy (1948)
- El Verdugo (1948)
- Uma Vida para Dois (1949), como Mário Vilar
- Heróis do Mar (1949), como João Manuel
- The Bad Lord Byron (1949), como Pietro Gamba
- Ribatejo (1949), como António
- A Volta de José do Telhado (1949), como José do Telhado
- Vendaval (1949) , como Capitán Mir
- Flor de Lago (1949)
- Yo no soy la Mata-Hari (1950), como Richard, Tte. Jorjof
- La noche del sábado (1950), como Nunú
- Agustina de Aragón (1950), como Juan el Bravo
- La Leona de Castilla (1951), como Pedro Guzmán
- Alba de América / Cristóbal Colón (1951), como Pedro de Arana
- Lola la Piconera (1952), como Capitán Gustavo Lefevre
- Torturados (1952), como Raul
- El Cerco del Diablo (1952), como Ángel
- Nazaré (1952), como António "Tonho" Manata
- A Filha do Mar (1952), como Tomás Pedro
- Cañas y barro (1954), como Tonet
- Zalacaín el aventurero (1954), como Martín Zalacaín
- La Hermana Alegría (1955), como Fernando
- El Padre Pitillo (1955), como Bernabé Ojeda
- Nubes de Verano / Parabéns, Senhor Vicente (1955), como Carlos
- Un Día Perdido (1955), como Andrés
- Alexander, The Great (1956), como Ptolemy
- Perdeu-se um Marido (1957), como Eduardo
- Dois Dias no Paraíso (1957), como Eduardo Pimentel
- La Estrella del Rey (1957), como Leopoldo
- Polvorilla (1957)
- The 7th Voyage of Sinbad (1958), como Ali
- La Tirana (1958), como Goya
- El Redentor (1959), como El bon ladrón
- Carta al Cielo (1959), como
- Salomon and Sheba (1959), não creditado
- Tommy the Toreador (1959), como Parilla, o Toureiro
- The Boy Who Stole a Milion (1960), como Miguel
- International Detective (1960), como Don Armando Valdez (1 episódio)
- Julia y el Celacanto (1960), como Juan
- El Cid (1961), não creditado
- The Happy Thieves (1961), como Cayetano, Toureiro
- Habanera (1961), como Capitán Dimas
- El Balcón de la Luna (1962), como Domingo de Triana
- The Face of Terror (1962), como Matt Wilder
- Rosa de Lima (1962), como Dimas
- Usted Tiene Ojos de Mujer Fatal (1962)
- Il segno di Zorro (1963), como Sacerdote
- Los conquistadores del Pacífico (1963)
- Wounds of Hunger (1963), como Raffaelillo
- The Fall of the Roman Empire (1964), como Marcelus
- Ella y el Miedo (1964), como Esteban Ruiz
- Saul e David (1964), como Abner
- Passagem de Nível (1965), como Eduardo
- Dr. Jivago (1965), não creditado
- A Voz do Sangue (1966), como João do Souto
- A Man Could Get Killed (1966), como Inspector Rodrigues
- Surcouf, l'eroe dei sette mari / The Sea Pirate (1966), não creditado
- Return of the Seven (1966), como Luis Delgado
- Il grande colpo di Surcouf (1966), não creditado
- The Magnificent Two (1967), como General Carillo
- La señora García se confiesa (1976), como Manolo Morales (1 episódio)
- Batida de raposas (1976), como Germán
- Tricheurs (1984), como Toni
- O Crime de Simão Bolandas (1984), como D. Lourenço
- Chuva na Areia (1985), como António Fontes (85 episódios)
- A Mulher do Próximo (1988), como António
- Eternidade (1992), como Álvaro
- Vertigem (1992), como Luís Gouveia
- Hotel Bon Séjour (1998), como Miguel (3 episódios)
- Casa da Saudade (2000), como Raul (13 episódios)
- As Memórias que Nunca se Apagam (2010), como João